# Frank P. Briggs

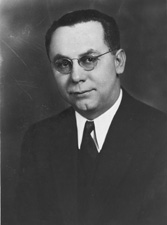
Frank P. Briggs (um 1945)

Frank Parks Briggs (* 25. Februar 1894 in Armstrong, Howard County, Missouri; † 23. September 1992 in Macon, Missouri) war ein US-amerikanischer Politiker (Demokratische Partei), der den Bundesstaat Missouri im US-Senat vertrat.

## Werdegang
Frank Briggs besuchte die Schulen in seinem Geburtsort Armstrong sowie in Fayette. Danach setzte er seine Ausbildung von 1911 bis 1914 am Central College in Fayette fort, ehe er 1915 seinen Abschluss an der University of Missouri in Columbia machte. In der Folge betätigte Briggs sich im Zeitungsgewerbe; ab 1925 war er als Herausgeber in Macon tätig. In dieser Stadt begann er mit dem Amt des Bürgermeisters zwischen 1930 und 1932 auch seine politische Karriere. Von 1933 bis 1944 saß er dann im Senat von Missouri.
Am 18. Januar 1945 wurde Frank Briggs von Missouris Gouverneur Phil Donnelly in den Senat der Vereinigten Staaten berufen. Er trat dort die Nachfolge des zum US-Vizepräsidenten gewählten Harry S. Truman an, der nur wenig später Präsident der Vereinigten Staaten wurde. Briggs’ Amtszeit in Washington, D.C. endete am 3. Januar 1947, da er bei der nächsten Wahl im November 1946 dem Republikaner James P. Kem unterlag.
In der Folge betätigte Briggs sich wieder im Zeitungsgeschäft. Von 1955 bis 1956 fungierte er als Vorsitzender der Naturschutzkommission von Missouri (State Conservation Commission). Er kehrte noch einmal nach Washington zurück und amtierte dort von 1961 bis 1965 als stellvertretender US-Innenminister mit Zuständigkeit für den Fisch- und Wildtierbestand. Danach setzte er sich in Macon zur Ruhe, wo er 1992 im Alter von 98 Jahren verstarb. Zum Zeitpunkt seines Todes war er der älteste noch lebende US-Senator.